# Enochian Theory
Enochian Theory ist eine britische Progressive-Rock- und -Metal-Band aus Portsmouth, die im Jahr 2004 gegründet wurde.

## Geschichte
Die Band wurde gegen Ende des Jahres 2004 gegründet. Zusammen entwickelten sie einige Lieder, woraus ihr Debütalbum A Monument to the Death of an Idea entstand, das im Juni 2006 aufgenommen, abgemischt und co-produziert wurde. Die Band gründete ihr eigenes Label namens Anomalousz Music Records im Januar 2007. Sieben Monate später unterschrieb die Band außerdem einen Vertrag bei Plastic Head Distribution für den Vertrieb.
Im August 2008 begannen die Arbeiten zum zweiten Album. Als Produzent war dabei David Castillo tätig. Nachdem die Arbeiten dazu beendet waren, wurde Evolution: Creatio Ex Nihilio im August 2009 nur in Europa veröffentlicht. Im selben Jahr trat die Band außerdem auf dem ProgPower Europe auf und war für zwei Auszeichnungen bei den italienischen Prog Awards nominiert. Im November folgte noch ein Auftritt zusammen mit Katatonia.
Im Mai 2010 erreichte die Band einen Vertrag mit Mascot Records für eine Wiederveröffentlichung von Evolution: Creatio Ex Nihilio, was am 27. September geschah. Das Album erhielt Reviews in diversen Magazinen wie etwa dem deutschen Rock Hard oder dem deutschen Metal Hammer. Im Juli 2010 trat die Band auf dem Metalcamp in Slowenien auf, dem eine Europatournee im September mit Spock’s Beard folgte.
Im März 2011 folgte eine Tour durch Großbritannien zusammen mit Jurojin und Touchstone. Nachdem die Band Ende des letzten Jahres bereits mit den Arbeiten zu einem weiteren Album begonnen hatte, begab sich die Gruppe im August 2011 in die britischen Aubitt Studios, um dort mit Produzent Rob Aubrey das nächste Album aufzunehmen. Im Jahr 2012 wurde das Album  Life... And All It Entails veröffentlicht. Zudem wurde auch noch ein Musikvideo für das Lied The Fire Around the Lotus aufgenommen.

## Stil
Die Band spielt klassischen progressiven Rock und Metal und wird dabei mit Bands wie Riverside, Pain of Salvation, Fates Warning und Anathema verglichen.

## Diskografie
- 2005: Our Lightening Shadow (EP, Eigenveröffentlichung)
- 2007: A Monument to the Death of an Idea (Album, Anomalousz Music Records)
- 2007: Namyamka (Single, Anomalousz Music Records)
- 2009: Evolution: Creatio Ex Nihilio (Album, Anomalousz Music Records)
- 2012: Life... And All It Entails (Album, Anomalousz Music Records)